# Éric Aumonier
Eric Marie Pierre Henri Aumonier (ur. 22 lutego 1946 w Paryżu) – francuski duchowny katolicki, biskup Wersalu w latach 2001–2020.

## Życiorys
Święcenia kapłańskie otrzymał 2 lipca 1971 i został inkardynowany do archidiecezji paryskiej. Był m.in. profesorem seminarium w Issy-les-Moulineaux oraz superiorem seminarium w Paryżu (1990-1996).

### Episkopat
12 lipca 1996 papież Jan Paweł II mianował go biskupem pomocniczym archidiecezji paryskiej, ze stolicą tytularną Malliana. Sakry biskupiej udzielił mu 11 października 1996 ówczesny arcybiskup Paryża - kardynał Jean-Marie Lustiger.
11 stycznia 2001 został biskupem ordynariuszem diecezji Wersal.
17 grudnia 2020 papież Franciszek przyjął jego rezygnację z pełnionej funkcji.